# سفارة منغوليا في كندا
سفارة منغوليا في كندا هي أرفع تمثيل دبلوماسي لدولة منغوليا لدى كندا. تقع السفارة في أوتاوا وهي تهدف لتعزيز المصالح المنغولية في كندا.

## وصلات خارجية
- قائمة سفارات منغوليا
- قائمة السفارات في كندا